# Miercurea Nirajului
Miercurea Nirajului là một thị xã thuộc hạt Mureș, România. Dân số thời điểm năm 2002 là 5832 người.